# سوخت گازی

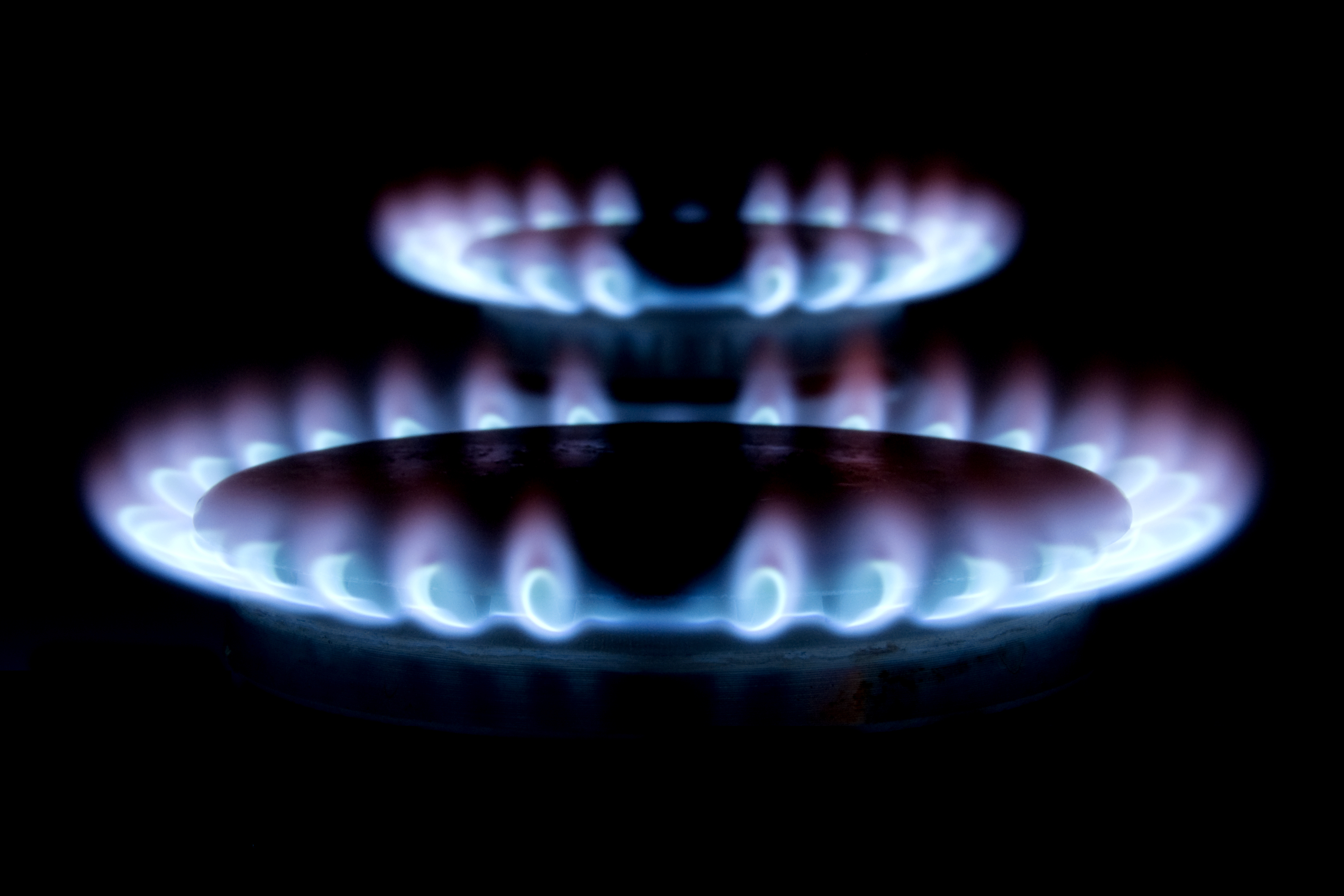
شعله آبی ناشی از سوختن گاز طبیعی در اجاق خانگی. پاک بودن سوخت‌های گازی در مقایسه با دیگر سوخت‌ها موجب افزایش مصرف آن به خصوص در بخش خانگی شده است.

سوخت گازی (به انگلیسی: Fuel gas) گونه‌ای از سوخت است که به حالت گازی می‌باشد. از جمله شناخته‌شده‌ترین سوخت‌های گازی عبارتند از:
- متان
- اتان
- پروپان
- بوتان
- سی‌ان‌جی
- هیدروژن
- زیست‌گاز
- گاز آب